# Montaudin

Montaudin este o comună în departamentul Mayenne, Franța. În 2009 avea o populație de 910 de locuitori.